# Ökumenikus imahét
Az ökumenikus nemzetközi imahét a keresztény egyházak világszerte közös imahete, amely évről évre január 18. és 25. között megtartott esemény.

## Története
Paul Wattson (1863–1940), anglikán pap, a Society of the Atonement in Graymoor (Garrison, New York) egyik alapítója 1908. január 18–25. közötti imanyolcadra hívta a keresztény hitű embereket, felekezeti hovatartozástól függetlenül.
Hatvan évvel később az Egyházak Ökumenikus Tanácsa és a Keresztény Egységtörekvés Pápai Tanácsa közösen adott ki imaszövegeket erre az oktávra (nyolc napra), ezzel is támogatandó az ökumenikus törekvéseket.

## Kapcsolódó intézmények Magyarországon
Magyarországi Egyházak Ökumenikus Tanácsa
Békés Gellért Ökumenikus Intézet
BOCS Alapítvány